# Mirae Unha Tower
Der Mirae Unha Tower (미래과학자거리 레지던스 은하 타워) oder auch Galaxy Tower ist ein Hochhaus in der Hauptstadt von Nordkorea, Pjöngjang. Mit einer Höhe von 210 Metern (verteilt auf 53 Etagen) ist es momentan das vierthöchste Gebäude des Landes und der Stadt. Zu finden ist das Hochhaus im Stadtteil P’yŏngch’ŏn-guyŏk.

## Geschichte
Errichtet wurde es parallel zur Mirae-Straße zwischen 2014 und 2015 in unter einem Jahr. Es wurde am 15. November 2015 seiner Bestimmung übergeben und sollte Wohnraum für Wissenschaftler, Lehrer und Forscher der Technischen Universität Kim Ch’aek bieten. Jedoch war es laut dem Nachrichtenportal NK News mit Stand vom Mai 2017 (?) weitgehend unbewohnt.